# Jonathan Wells
John Corrigan Wells, detto Jonathan (New York, 19 settembre 1942 – 19 settembre 2024), è stato un biologo statunitense, fautore della teoria del Disegno intelligente.

## Biografia
Wells fu un ricercatore presso il Center for Science and Culture del Discovery Institute, e presso la International Society for Complexity, Information, and Design,, che promuove il Disegno Intelligente. Wells ottenne un dottorato in Scienza delle religioni all'Università di Yale nel 1986. Nel 1989 studiò presso l'Università della California - Berkeley, dove conseguì un dottorato di ricerca in biologia molecolare e cellulare nel 1994. Divenne membro di numerose associazioni scientifiche e pubblicò le sue ricerche in diverse riviste accademiche, tra le quali  Development, Proceedings of the National Academy of Sciences USA, BioSystems, The Scientist, The American Biology Teacher e Natural History. Fu tra gli scienziati che firmarono il documento A Scientific Dissent from Darwinism. 
Welly morì il giorno del suo ottantaduesimo compleanno.

## Icons of Evolution
Nel suo libro Icons of Evolution: Science or Myth? (2000), Wells sostiene che un certo numero di esempi utilizzati per illustrare la teoria evolutiva nei testi di biologia sono enormemente esagerati, distorcono la verità, o sono palesemente falsi. Per Wells questo dimostra che l'evoluzione si scontra con l'evidenza, e per questo motivo si dichiara contrario al suo insegnamento nell'istruzione pubblica. Le idee di Wells sull'evoluzione sono state respinte dalla comunità scientifica. Il biologo Jerry Coyne ha scritto che Icons of Evolution "poggia interamente su un sillogismo imperfetto: I libri di testo illustrano l'evoluzione con esempi e questi esempi sono a volte presentati in modo non corretto o sono fuorvianti, quindi l'evoluzione è una finzione"
Nel 2002, Massimo Pigliucci ha dedicato il suo libro Denying Evolution alla confutazione di ogni punto presentato in Icons of Evolution. Pigliucci anche scritto un articolo di critica del libro su BioScience dove ha concluso: "Wells, per quanto tenti disperatamente di sfatare quello che per lui è la componente più importante della teoria evoluzionista, l'origine dell'uomo, sbatte contro il muro dalla sua stessa conoscenza della biologia ". Nel 2005, Pigliucci ha discusso con Wells nel programma televisivo Uncommon Knowledge, sulla questione dell’evoluzione e del disegno intelligente.
Il libro Icons of Evolution ha avuto largo successo anche fuori dagli Stati Uniti.